# No Code
No Code es el nombre del cuarto álbum de estudio de Pearl Jam. De todos los discos grabados por el grupo, este ha sido de los más polémicos, ya que marca un cambio de rumbo en cuanto a la línea artística que venían siguiendo en sus tres entregas anteriores. Experimental y profundo, algunas de sus canciones han cautivado a la audiencia y fanáticos de Pearl Jam. Es en este álbum se da el debut de Jack Irons, viejo amigo de Eddie Vedder, como baterista de la banda.

## Descripción
Pearl Jam trabajaría de nuevo con el productor Brendan O'Brien para la realización de este álbum. Las sesiones para "No Code" estuvieron llenas de disputas y tensiones, llegando al punto de que el bajista Jeff Ament abandonara al grupo durante un tiempo. Sin embargo, con el tiempo el trabajo pudo continuar ya que al parecer el grupo encontró la paz y calma necesaria para coexistir, en gran parte gracias a su nuevo baterista Jack Irons.
Mientras que Vitalogy significó un cambio de opinión con respecto a los primeros álbumes del grupo al dejar las composiciones accesibles y la producción más pulida, No Code fue una ruptura completa y deliberada con el sonido creado con su primer álbum Ten, favoreciendo las baladas experimentales y las ruidosas canciones estilo garage. Apartándose de ese sonido al darle mayor énfasis a las armonías sutiles ("Off He Goes"), a las influencias orientales ("Who You Are") y a canciones basadas en la palabra hablada ("I'm Open"). Al contrario de la rabia e insatisfacción mostrada en álbumes anteriores, las letras en No Code giran en torno de la espiritualidad, la moral y la autoexaminación.
 Por primera vez en un álbum de Pearl Jam aparece una canción en la cual Vedder no contribuye con la letra, esta es "Mankind", acreditada tan sólo al guitarrista Stone Gossard. Gossard también sería la voz principal de la canción.

## Diseño del álbum
El empaque del álbum consiste en 144 fotografías polaroid desplegadas en un cuadrado de 2x2 centímetros. Dichas fotografías, cuando son vistas de lejos, se combinan para formar el logo del álbum No Code, que consiste en un logotipo triangular con un ojo insertado, que recuerda en parte al símbolo cristiano de la Trinidad, y que es el tema a través de todo el álbum. Las ediciones posteriores del álbum mostraban las fotografías en un cuadrado de 1x4, lo que hacía perder el efecto del logotipo escondido. También estas ediciones incluyeron el nombre del álbum y de la banda impresos directamente en la portada del álbum, mientras que las ediciones originales tenían dicha información en estampas removibles. Las alusiones escondidas referentes al concepto central del álbum son algo ya común en los álbumes posteriores de Pearl Jam.
Para la edición en casete se lanzaron nueve diferentes portadas, cada una con una polaroid diferente a las que se pueden encontrar en las ediciones en CD o Vinil.

### Réplicas de las fotografías
Las versiones en LP y CD incluyen un paquete con 9 fotografías Polaroid, como las usadas en la portada, con las letras de las canciones. Dichas fotos incluían la letra de algunas de las canciones, aunque en ocasiones una canción podía tener más de una fotografía. Estas series están divididas en 4 grupos, nombrados por cada una de las letras de la palabra inglesa CODE.
| Grupo C 1. Hail, Hail 2. Smile 3. Off He Goes 4. Mankind 5. Around the Bend 6. Sometimes 7. Red Mosquito 8. Present Tense (sin la letra impresa) 9. Habit | Grupo O - Hail, Hail - Smile - Off He Goes - Mankind - Around the Bend - Sometimes - Red Mosquito - Present Tense (sin la letra impresa) - Habit | Grupo D - Hail, Hail - Smile - Off He Goes - Mankind - Around the Bend - Who You Are - I'm Open (sin la letra impresa) - In My Tree (sin la letra impresa) - Habit | Grupo E - Hail, Hail - Smile - Off He Goes - Mankind - Around the Bend - Who You Are - I'm Open (sin la letra impresa) - In My Tree (sin la letra impresa) - Lukin |  |

## Canciones
1. "Sometimes" (Vedder) - 2:40
2. "Hail, Hail" (Gossard, Vedder, Ament, McCready) - 3:41
3. "Who You Are" (Gossard, Irons, Vedder) - 3:50
4. "In my Tree" (Gossard, Irons, Vedder) - 3:59
5. "Smile" (Ament, Vedder) - 3:52
6. "Off He Goes" (Vedder) - 6:02
7. "Habit" (Vedder) - 3:35
8. "Red Mosquito" (Ament, Gossard, Irons, McCready, Vedder) - 4:03
9. "Lukin" (Vedder) - 1:02
10. "Present Tense" (McCready, Vedder) - 5:46
11. "Mankind" (Gossard) - 3:28
12. "I'm Open" (Irons, Vedder) - 2:57
13. "Around the Bend" (Vedder) - 4:35

## Sencillos
- "Who You Are" (1996)
- "Hail, Hail" (1996)
- "Off He Goes" (1997)

## Créditos
Toda la información está tomada de All Music Guide.

### Pearl Jam
- Mike McCready – Guitarra, Piano
- Jeff Ament – Bajo, Guitarra, Coros
- Stone Gossard – Guitarra, Coros, Voz principal en "Mankind"
- Jack Irons – Batería
- Eddie Vedder – voz, Guitarra, Armónica

### Músicos adicionales
- Brendan O'Brien – Piano

### Personal adicional
- Productor - Brendan O'Brien y Pearl Jam
- Mezcla de audio - Brendan O'Brien y Nick DiDia
- Grabación - Nick DiDia
- Master - Bob Ludwig
- Ingenieros de Sonido - Matt Bayles, Jeff Layne, Caram Costanzo
- Fotografía de las 144 Polaroids - Eddie Vedder, Jeff Ament, Mike McCready, Barry Ament, A. Fields, Chris McGann, Lance Mercer, Dr. Paul J. Bubak
- Fotografías en blanco y negro - Jeff Ament, Lancer Mercer
- Diseño del arte del álbum - Barry Ament, Chris McGann, Jerome Turner
- Concepto de No Code - Jerome Turner

## Reconocimientos y ventas
Este fue el último álbum de Pearl Jam que alcanzó el número 1 en la lista Billboard 200 hasta la fecha. Permaneció en el primer puesto durante dos semanas, a pesar de ser uno de los álbumes del grupo con peor recibimiento. No Code vendió tan sólo 366 000 copias en su semana de lanzamiento, una cifra significativamente menor a la que alcanzarán sus dos álbumes anteriores en sus semanas de lanzamiento. Sin embargo, fue el álbum más vendido en un año caracterizado por el lento crecimiento de la industria musical. Es hasta 2007 cuando el álbum es certificado como platino por la RIAA en los Estados Unidos.
No Code incluye los sencillos "Hail, Hail", "Who You Are" y "Off He Goes". "Who You Are" alcanzaría el número 1 en la lista Modern Rock Tracks de Billboard. 
Por lo regular No Code es considerado como el principio del fin de Pearl Jam como éxito comercial. Se piensa que el álbum sirvió como un parteaguas de los fanáticos del grupo, dividiéndolos en los que gustaban más de los trabajos previos a No Code y los que continuaron siendo seguidores del grupo después de él. "No Code" sigue siendo recordado como uno de los favoritos por los fanáticos más extremos del grupo, y es aclamado como su trabajo más honesto.

## Posición en listas
Toda la información está tomada de varias fuentes.

### Álbum
| Año  | Lista                                      | Posición |
| ---- | ------------------------------------------ | -------- |
| 1996 | Lista oficial de álbumes en Australia      | 1        |
| 1996 | Lista oficial de álbumes en Nueva Zelanda  | 1        |
| 1996 | Billboard 200                              | 1        |
| 1996 | Lista oficial de álbumes en el Reino Unido | 3        |
| 1996 | Lista oficial de álbumes en Alemania       | 6        |

### Sencillos
| Año  | Sencillo       | Lista                                        | Posición |
| ---- | -------------- | -------------------------------------------- | -------- |
| 1996 | "Who you Are"  | Lista oficial de sencillos en Australia      | 5        |
| 1996 | "Who You Are"  | Lista oficial de sencillos en Nueva Zelanda  | 17       |
| 1996 | "Who You Are"  | Lista oficial de sencillos en el Reino Unido | 18       |
| 1996 | "Who You Are"  | Lista oficial de sencillos en Irlanda        | 19       |
| 1996 | "Who You Are"  | Billboard Hot 100                            | 31       |
| 1996 | "Who You Are"  | Modern Rock Tracks en Estados Unidos         | 1        |
| 1996 | "Who You Are"  | Mainstream Rock Tracks en Estados Unidos     | 5        |
| 1996 | "Hail, Hail"   | Mainstream Rock Tracks en Estados Unidos     | 9        |
| 1996 | "Hail, Hail"   | Modern Rock Tracks en Estados Unidos         | 9        |
| 1996 | "Hail, Hail"   | Lista oficial de sencillos en Australia      | 31       |
| 1996 | "Red Mosquito" | Mainstream Rock Tracks en Estados Unidos     | 37       |
| 1997 | "Off He Goes"  | Modern Rock Tracks en Estados Unidos         | 31       |
| 1997 | "Off He Goes"  | Mainstream Rock Tracks en Estados Unidos     | 34       |
| 1997 | "Off He Goes"  | Lista oficial de sencillos en Australia      | 46       |